# 菲尼克斯 (北達科他州)
菲尼克斯（英語：Phoenix）是位於美國北達科他州伯利縣的一個未組織地區。

## 地方資料
菲尼克斯的面積為93.04平方千米，當中陸地面積為90.19平方千米，而水域面積為2.85平方千米。根據2010年美國人口普查的數據，當地共有人口17人，而人口密度為每平方千米0.18人。